# Titan Souls
Titan Souls — инди-игра жанра приключенческий боевик, разработанная независимой студией Acid Nerve и выпущенная Devolver Digital. Игра вышла на платформах  Windows, OS X, PlayStation 4, PlayStation Vita и Android. Игрок управляет героем, вооружённым лишь одной стрелой. Он должен сражаться с титанами, но может сразить врага с одного удара, однако и сам удар врага закончится немедленной смертью.
Titan Souls стала первым крупным проектом студии Acid Nerve. Прототип игры был создан за три дня для соревнования. Разработчикам понравилась идея сражения с одним ударом и на основе этого создавалась уже остальная часть игры. Марк Фостер задумывал свою игру экстремально сложной, у игрового персонажа есть только одно очко здоровья.
Игра в целом получила положительные оценки со стороны игровых критиков и упоминалась, как характерный пример souls-like. Критики хвалили Titan Souls за её интересные битвы с боссами и простое управление, хотя некоторые рецензенты сочли игровой мир слишком пустым.

## Игровой процесс
Согласно сюжету, по ту сторону реальности существует мир Титанов — духовный источник всех живых существ на Земле. Однако этот мир пришёл в упадок и запустение. Главный герой, вооружённый единственной стрелой отправляется с этот мир, чтобы собрать осколки титанов в поисках истины и силы.

Короткая демонстрация сражения в игре

Titan Souls — это стратегический двухмерный приключенческий боевик с открытым миром и видом сверху. Игровой персонаж путешествует по пустынному царству титанов, время от времени сталкиваясь в сражении с гигантами или монстрами. Главная особенность в Titan Souls — наличие только одного очка здоровья у игрового персонажа и врага. Игра предлагает крайне высокий уровень сложности, победа с первой попытки почти невозможна. Исход сражения решается тем, кто первый совершит точный удар. Игрок должен уворачиваться от врага и подобрать нужный момент, чтобы нанести удар по его уязвимому месту. Если враг попадает по игровому персонажу, он немедленно умирает и возрождается на последней точке сохранения. Каждый враг использует разные движения и способы атаки. Главная задача игрока сводится к тому, чтобы научиться предугадывать действия врага, находить его слабые стороны и извлекать выгоду из окружающего пространства. Всего в игре имеется около 20 титанов. Игровой персонаж наносит удары луком и стрелой. В игре отсутствуют какие либо улучшения, игрок надеется лишь на собственный опыт в дальнейшем прохождении. В Titan Souls есть сложный решим, ускоряющий скорость движений врагов, их атаки также становятся более сложными и интенсивными. Между сражениями герой исследует мир титанов, попутно решая простые головоломки.

## Разработка
Разработкой Titan Souls занималась независимая студия Acid в Манчестере, Великобритании. Созданием руководил Марк Форстер, для него это стал первый крупный инди-проект, он начал разработку, используя средства, заработанные с выпуска небольших игр. Flesh-прототип был создан всего за три дня для Ludum Dare джема. Тогда игра заняла первое место, получив главный приз, а также в категориях «лучшего аудио» и «настроения». Разработчикам понравилась идея наличия только одного очка здоровья у игрока и врагов, на основе такого игрового процесса они решили создать полноценную игру. Художником игры выступил Эндрю Глисон, программистом — Марк Форстер, композитором и звуковым дизайнером — Дэвид Фенн. Всего на разработку игры ушло около 10 месяцев. Работая над сюжетной линией, разработчики намеренно хотели упрятать её, ограничивая повествование скрытыми знаками и намёками. Форстер хотел, чтобы игроки в интернете совместно выстраивали теории.

### Игровой процесс
Форстер признался, что хотел сделать нишевую игру, настолько сложную, что её полюбят лишь хардкорные игроки, разработчик хотел сделать игру, которую по «настоящему полюбят несколько человек», а не «для всех». Разработчики признают сходство игры с Dark Souls, учитывая частые упоминания журналистов об этом, но не создавали намеренно схожий процесс, скорее вдохновляясь концепцией хардкорности. Форстер заметил, что хотел создать как можно более простой игровой процесс и избежать типичных для RPG элементов, например статистики. При этом в игре крайне высокий уровень сложности. Форстер хотел создать почти непреодолимую цель, но чтобы игрок испытывал истинное наслаждение, преодолев его. Разработчик упоминал про высокую сложность старвх игр для NES, например первые игры Zelda или Mega Man, упоминая крайнюю сложность в них и то, как через десятки лет создатели AAA оказуалили свои игры, чтобы массовый игрок увидел весь созданный материал и охотнее нёс деньги. На этом фоне вышли игры Demon's Souls и Dark Souls, которые шокировали своей сложностью и которые Форстер так полюбил из-за того, что сражения в них вызывают прилив адреналина и победа в этих играх доставляет наслаждение. С таким же подходом он разрабатывал Titan Souls, по уровню сложности разработчик сравнивал свой проект с попыткой пройти Dark Souls без прокачки персонажа. Форстер заметил, что с этой игре тактика игрока играет решающую роль в победе, он должен следить за движениями врага и предсказывать его поведение или даже манипулировать им.
Работая над двухмерными уровнями, разработчики вдохновлялись ранними играми серии The Legend of Zelda. Уровни проектировались так, чтобы избежать повторений. Форстер хотел сделать внутриигровой мир тихим и мирным, в котором время от времени игрок будет сталкиваться с врагом в жестоком и интенсивном бою. Внутриигровой мир был призван подчеркнуть малый размер героя, так как «предназначался для титанов». Форстер также упоминал Shadow of the Colossus, а именно что много игроков и журналистов сравнивали Titan Souls с этой игрой. Разработчик оговорился, что обе эти игры предлагают разный геймплей, упоминая негативную критику своей игры, и что в Titan Souls присутствует прежде всего эстетическое сходство с Colossus.
Разработчики создали самых разнообразных вражеских NPC с разными движениями, учитывая характер сражений, каждый бой должен был ощущаться уникальным и не повторяемым. Так как и у игрока, и у врага только одно очко здоровья, то разработчики намеренно поставили точки сохранения в определённом расстоянии от босса, так как если бы игрок постоянно возрождался на поля боя, в игре не было бы смысла.

### Музыка
Музыку к игре создал Дэвид Фенн, он также работал над звуковыми эффектами. Раннее Фенн уже создавал музыку у играм, но саундтрек к Titan Souls стал его первым полноценным проектом. Он стремился создать музыку в стиле Final Fantasy, Journey, Okami и Panzer Dragoon, но также вдохновлялся металом. При создании мелодий, Фенн использовал программы Mac Mini, Logic Pro X и различные виртуальные инструменты. Оркестровая музыка была записана с помощью CineSymphony, соло-инструменты с помощью Embertone’s Jubal Flute, Friedlander Violin и Ilya Efimov’s Nylon Guitar. Все мелодии в игре представляют собой короткие, одноминутные, но интенсивные треки. Композитор вначале создавал основную тему, затем работал над аранжировкой.

### Анонс и выпуск
Игра демонстрировалась на E3 2014, тогда стало известно, что выпуском займётся Devolver Digital. 25 марта 2015 года Devolver Digital сообщила, что Titan Souls выйдет 14 апреля 2015, тогда же была выпущена демоверсия. Abstraktion Games занималась переносом игры на  PlayStation 4 и PlayStation Vita. Позже она занялась разработкой порта для Android, выпущенного 30 июня 2015 года.
Когда игра демонстрировалась на выставках, Titan Souls запомнилась тем, как гневно реагировали посетители на попытку прохождения из-за слишком высокого уровня сложности и как они ликовали, когда им удавалось победить вражеского NPC. Форстер был доволен этим результатом, называя гнев — частью игрового опыта в его игре.

## Критика
| Сводный рейтинг    | Сводный рейтинг                     |
| Агрегатор          | Оценка                              |
| ------------------ | ----------------------------------- |
| GameRankings       | PC: 75,00 % PS4: 73,50 %            |
| Metacritic         | PC: 74/100 PS4: 73/100 VITA: 74/100 |
| Иноязычные издания |                                     |
| Издание            | Оценка                              |
| Destructoid        | 8/10                                |
| Game Informer      | 8,5/10                              |
| GameSpot           | 7/10                                |
| GameTrailers       | 7/10                                |
| IGN                | 8/10                                |
| PC Gamer (US)      | 87/100                              |
| Polygon            | 6,5/10                              |
| VideoGamer         | 8/10                                |

Игра в целом получила положительные отзывы у игровых критиков. Средняя оценка по версии агрегатора Metacritic составила 74 балла из 100 возможных.
Тим Тури с сайта Game Informer поставил игре 8,5 баллов из 10, высоко оценив простое управление, разнообразие представленных боссов, реиграбельность, привлекательную и захватывающую атмосферу, дизайн окружающей среды и продолжительность игры. Вдохновляющие дизайны боссов также заслуживают похвалы. Критик оценил музыку, представленную в игре и то, как она сочетается с битвами против боссов. Тем не менее он предупредил, что удовольствие от Titan Souls получат только терпеливейшие игроки, так как игрок будет слишком часто умирать при прохождении. Тури подытожил, что Titan Souls получилась смесью сражений в стиле Zelda и крутых боссов в стиле Shadow of the Colossus.
Том Орри с сайта VideoGamer.com также поставил игре 8 баллов из 10, высоко оценив художественные визуальные эффекты в игре, сложные и качественно проработанные битвы с боссами, добротный игровой процесс и упор в игре на мастерство игрока. Тем не менее он заметил, что прохождение порой может быть слишком неприятным, окружающий мир ощущается слишком ограниченным, а также отсутствие возможности мгновенного возрождения сильно тормозит игру. Резюмируя, критик назвал Titan Souls «уникальным и запоминающимся опытом» и одной из самых интересных игр 2015 года.
Брандин Тиррел с сайта IGN высоко оценил систему контрольных точек в игре, не позволяя игре становиться слишком утомительной, отзывчивое управление, творческие битвы с боссами, а также 16-битный художественный стиль. Тем не менее Тиррел раскритиковал игру за скучный дизайн окружающей среды и излишнюю линейность, что снижает общую реиграбельность. Сдержанный отзыв оставил критик Polygon, называя битвы с боссами разочаровывающими, а также критикуя пустой игровой мир, невнятные описания боссов, простейшие головоломки и излишне упрощённый контроль. Он также раскритиковал битвы с игровыми боссами за поощрение повторяющихся действий при победе над боссами.
В апреле 2015 года разработчики сталью целью для нападок со стороны поклонников игрового критика TotalBiscuit, после того, как художник игры Эндрю Глисон высмеял заявление критика, что «игра не для него». TotalBiscuit воспринял это, как нападок на свою личность и записал гневный подкаст на эту тему. В итоге фанаты критика устроили ревью-бомбинг игры. Позже Бейн объявил, что категорически не одобряет подобное поведение.
Летом 2018 года, благодаря уязвимости в защите Steam Web API, стало известно, что точное количество пользователей сервиса Steam, которые играли в игру хотя бы один раз, составляет 350 359 человек.